# بخش سزار
شهرستان سزار (به اسپانیایی: Cesar Department) یک سکونتگاه مسکونی است که در کشور کلمبیا واقع شده است.

## خصوصیات
شهرستان سزار ۲۲٬۹۰۵ کیلومترمربع مساحت و ۱٬۰۰۴٬۰۶۴ نفر جمعیت دارد.